# Węgorzewo (gemeente)
De gemeente Węgorzewo is een stad- en landgemeente in het Poolse woiwodschap Ermland-Mazurië, in powiat Węgorzewski.
De zetel van de gemeente is in Węgorzewo.
Op 30 juni 2004 telde de gemeente 17 116 inwoners.

## Oppervlakte gegevens
In 2002 bedroeg de totale oppervlakte van gemeente Węgorzewo 341,11 km², waarvan:
- agrarisch gebied: 52%
- bossen: 15%

De gemeente beslaat 49,19% van de totale oppervlakte van de powiat.

## Demografie
Stand op 30 juni 2004:
| Omschrijving                   | Totaal | Totaal | Vrouwen | Vrouwen | Mannen | Mannen |
| ------------------------------ | ------ | ------ | ------- | ------- | ------ | ------ |
| eenheid                        | aantal | %      | aantal  | %       | aantal | %      |
| inwoners                       | 17 116 | 100    | 8574    | 50,1    | 8542   | 49,9   |
| bevolkingsdichtheid (inw./km²) | 50,2   | 50,2   | 25,1    | 25,1    | 25     | 25     |

In 2002 bedroeg het gemiddelde inkomen per inwoner 1401,34 zł.

## Administratieve plaatsen (sołectwo)
Brzozowo, Czerwony Dwór, Dąbrówka Mała, Dłużec, Guja, Jakunowo, Janówko, Kal, Kalskie Nowiny, Karłowo, Klimki, Maćki, Ogonki, Parowa, Perły, Pilwa, Prynowo, Radzieje, Róże, Rudziszki, Ruska Wieś, Stawki, Stręgiel, Stulichy, Sztynort, Trygort, Węgielsztyn, Wilkowo, Wysiecza.

## Overige plaatsen
Biedaszki, Dowiackie Nowiny, Jerzykowo, Kamień, Kamionek Wielki, Kietlice, Kolonia Rybacka, Łabapa, Łęgwarowo, Mamerki, Matyski, Nowa Guja, Pasternak, Pniewo, Przystań, Różewiec, Rydzówka, Skrzypy, Sobin, Stawiska, Surwile, Sztynort Mały, Tarławki, Wesołowo, Zacisz, Zacisze, Zielony Ostrów.

## Aangrenzende gemeenten
Budry, Giżycko, Kętrzyn, Pozezdrze, Srokowo. De gemeente grenst aan Rusland.